# Vanyarc
Vanyarc (szlovákul: Veňarec) község Nógrád vármegyében, a Pásztói járásban.

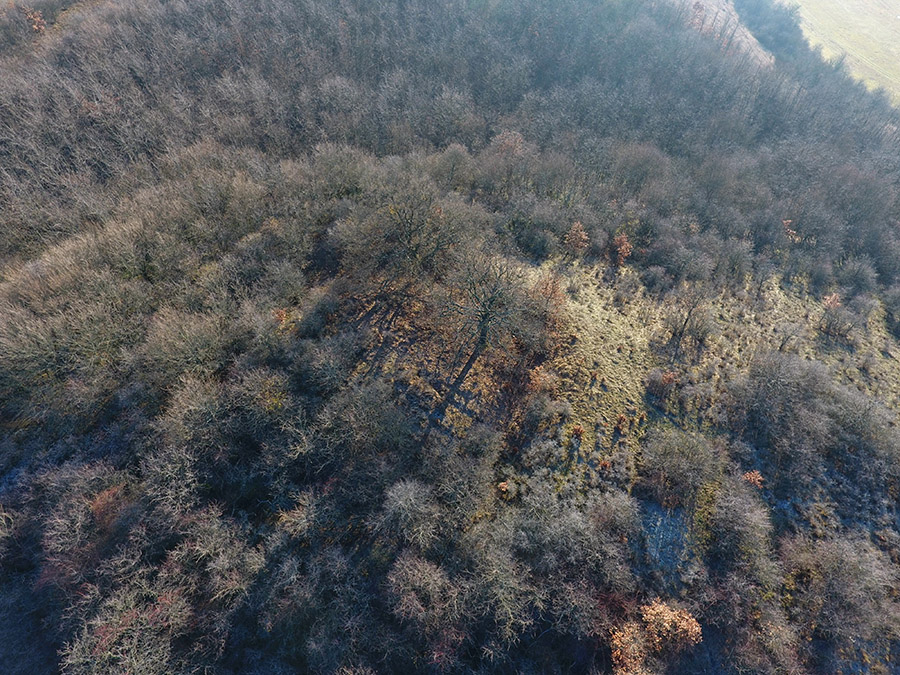
Vanyarc, Hraszti - légi fotó

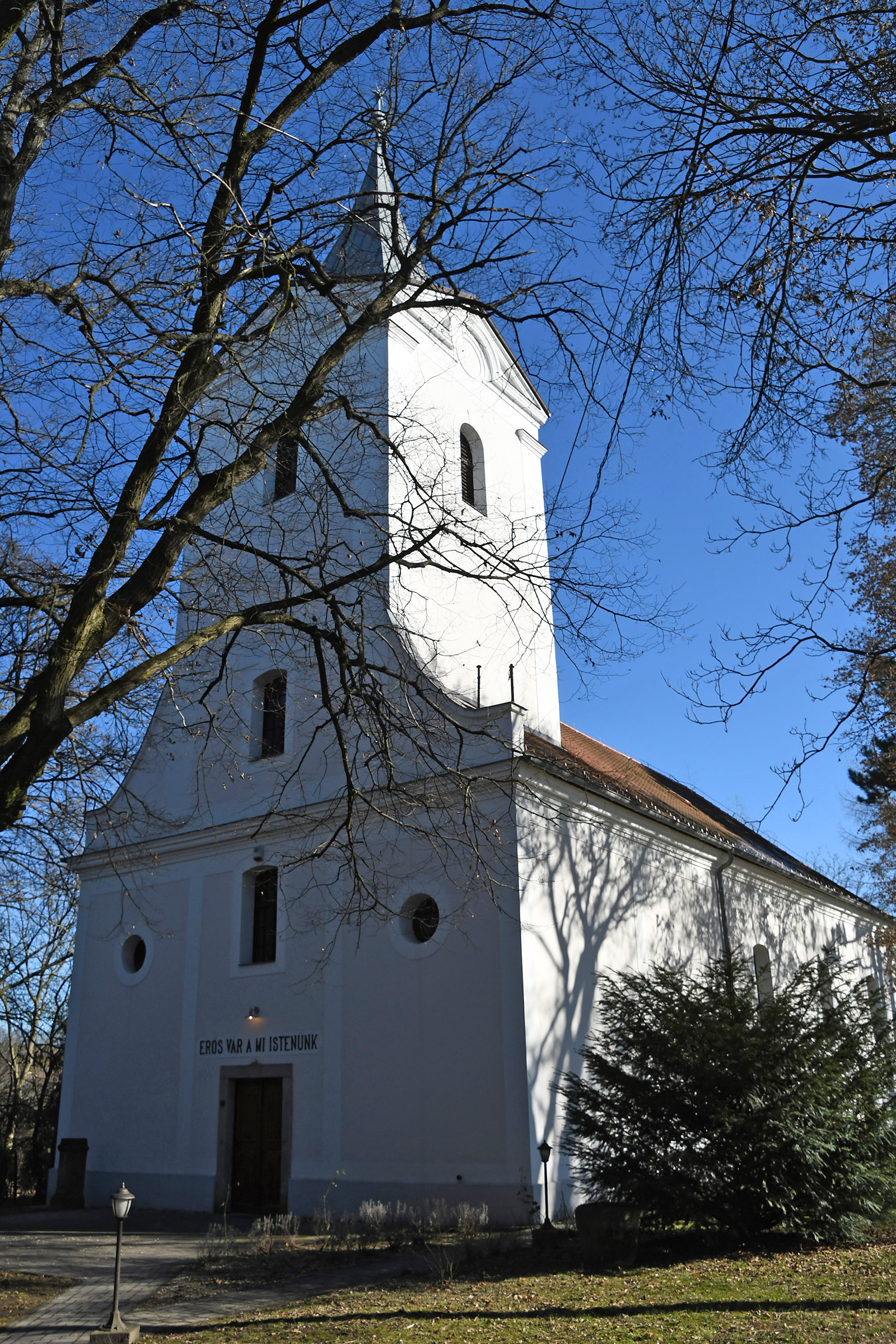
Evangélikus templom

## Fekvése
A Cserhát déli részén fekszik, Budapesttől mintegy 70 kilométerre. A Novohrad-Nógrád UNESCO Globális Geoparkhoz tartozik. A legközelebbi települések Bercel, Kálló, Szirák és Acsa, de közvetlen közúti kapcsolata csak az első hárommal van. A település főutcája a 2129-es út, amelyből itt ágazik ki déli irányban, Kálló felé a 2137-es út.

## Története
A település és környéke már az őskorban is lakott hely volt. A községet először egy oklevél említi 1286-ban.A tatárjárásnak lehet az emléke a vanyarci Hraszti vár, amely alkalmi erődítményként funkcionálhatott, és az idehúzódó lakosság védelmét szolgálta.
A birtokosok egyike feltehetően a 14. század első felében vehette fel a Vanyarci előnevet. 1484-ben Wanyarcz néven említik, és a Rédei család birtokaként szerepel. 1542-ben Viczmándy István és Szentmarjai Balázs az urai, de már mint puszta és a török adóztatás alá vetett helység szerepel.
Vanyarc község a 16. század közepére teljesen elpusztult. A 17. században a török visszavonulása után, a teljesen elpusztított, elnéptelenedett helységbe szlovák telepesek érkeztek. A vanyarci evangélikus egyház feljegyzései szerint a falu újra települése 1705-ben kezdődött, amikor állott már itt néhány pásztorkunyhó. Néhány év alatt a hely annyira benépesedett, hogy lakóit már 1717-ben összeírták, és ún. porció adót vetettek ki rájuk. Az 1723-as dicalis összeírás Vanyarcot újonnan települt községként nevezi meg.
Az 1798-as feljegyzések szerint a község lakóinak száma 990 fő volt. A község a 19. században a Dessewffyek, Veres Pál és Veres Pálné Beniczky Hermin révén került be a vármegye és az ország kulturális és politikai vérkeringésébe.

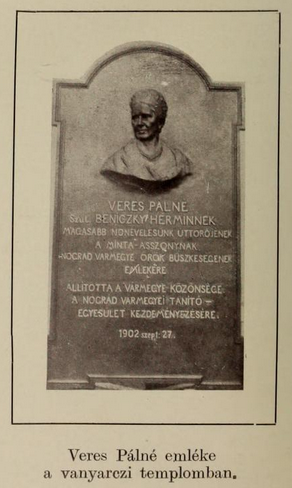
Veres Pálné emléktáblája

A lakosság többsége evangélikus. 1994-ben megalakult a helyi szlovák kisebbségi önkormányzat, mely a települési önkormányzattal karöltve dolgozik a nemzetiségi oktatás, a hagyományok ápolása, őrzése terén. Kiemelkedő az évente megrendezett Haluskafesztivál a sztrapacskafőző-versennyel, nemzetiségi találkozóval és táncházzal.

## Közélete

### Polgármesterei
- 1990–1994: Hugyecz Andrásné (független)[4]
- 1994–1998: Hugyecz Andrásné (független)[5]
- 1998–2002: Kollár András (független)[6]
- 2002–2006: Kollár András (független)[7]
- 2006–2010: Kollár András (független)[8]
- 2010–2014: Hrncsjár Mihályné (független)[9]
- 2014–2019: Hrncsjár Mihályné (KDNP)[10]
- 2019–2021: Hrncsjár Mihályné (Fidesz-KDNP)[11]
- 2022–2024: Szabó Sándor (független)[12]
- 2024– : Bálint Andrea (független)[1]

Vanyarc volt a 2014-es önkormányzati választás idején azon kevés magyarországi települések egyike, ahol a kormányon egyébként már második ciklus óta koalícióban, szövetségesként politizáló Fidesz és KDNP egymás ellenében politizált, és az egyetlen olyan település, ahol a KDNP polgármesterjelöltje nyert a Fidesz jelöltjével szemben. A hivatalban lévő polgármester, Hrncsjár Mihályné a KDNP polgármester-jelöltjeként Katymári Lászlóval, a Fidesz jelöltjével csapott össze a polgármesteri székért, és nagy arányban nyert is. A Fidesz a képviselő-testületbe sem tudott bejuttatni egyetlen képviselőt sem (5 független és 1 KDNP-s jelölt jutott be), így a nagyobbik kormánypárt kiszorult a község vezetéséből.
A településen 2022. július 3-án időközi polgármester-választást kellett tartani, mert a korábbi polgármester asszony 2021. december 3-án elhunyt. A két dátum közti aránylag hosszú időtartamot a koronavírus-járvány miatt elrendelt korlátozások indokolták, mivel a járványhelyzet fennállása alatt Magyarországon nem lehetett választást kitűzni.

## Népesség
A település népességének változása:
| Lakosok száma | 1262 | 1243 | 1212 | 1196 | 1161 | 1130 | 1130 |
|               | 2013 | 2014 | 2015 | 2021 | 2022 | 2023 | 2024 |

2001-ben a település lakosságának 66%-a magyar, 25%-a szlovák, 7%-a cigány, 1%-a német, 1%-a egyéb nemzetiségűnek vallotta magát.
A 2011-es népszámlálás során a lakosok 78,6%-a magyarnak, 11,2% cigánynak, 0,6% németnek, 0,3% románnak, 15% szlováknak mondta magát (21,3% nem nyilatkozott; a kettős identitások miatt a végösszeg nagyobb lehet 100%-nál). A vallási megoszlás a következő volt: római katolikus 18,6%, református 0,6%, evangélikus 53,7%, felekezeten kívüli 3,4% (22% nem nyilatkozott).
2022-ben a lakosság 92,6%-a vallotta magát magyarnak, 12,5% szlováknak, 8% cigánynak, 0,3% szlovénnek, 0,2% ukránnak, 0,1% németnek, 1,4% egyéb, nem hazai nemzetiségűnek (7,3% nem nyilatkozott; a kettős identitások miatt a végösszeg nagyobb lehet 100%-nál). Vallásuk szerint 46,5% volt evangélikus, 15,4% római katolikus, 0,8% református, 0,1% görög katolikus, 1,8% egyéb keresztény, 2,8% egyéb katolikus, 7,9% felekezeten kívüli (24,5% nem válaszolt).

## Kultúra
- Rozmarín Hagyományőrző Együttes és Néptánccsoport

## Nevezetességei
- Viselettörténeti Babamúzeum
- Tájház – szabadkéményes kemencével

## Külső hivatkozások
- Vanyarc község honlapja
- A Gyöngyhalász című irodalmi kiadvány honlapja
- Vanyarc az utazom.com honlapján
- A Novohrad-Nógrád UNESCO Globális Geopark települései